# Fluiddynamische Grenzschicht
Die fluiddynamische Grenzschicht, oft auch einfach „Grenzschicht“ genannt, bezeichnet den Bereich in einem strömenden Fluid an einer Wand, in der die Viskosität des Fluids einen Einfluss auf das Geschwindigkeitsprofil senkrecht zur Wand ausübt.
Bei laminarer Strömung und genügend großer Reynolds-Zahl kann im Großteil eines Strömungsfelds die Viskosität des Fluids vernachlässigt werden. Keinesfalls zu vernachlässigen ist jedoch der Einfluss der Viskosität in der Grenzschicht. Die Dicke dieser Grenzschicht ist bei anliegender Strömung zwar sehr klein, in ihr bildet sich aber der Schubspannungswiderstand des umströmten Körpers, der mit dem Druckwiderstand zusammen den gesamten Strömungswiderstand eines Körpers ausmacht. Grenzschichtablösungen, nach denen die Hauptströmung der Wand nicht mehr folgt, haben oftmals unerwünschte, teilweise dramatische Auswirkungen. Die Kenntnis des Verhaltens der fluiddynamischen Grenzschichten ist daher wichtig für die Konstruktion im Flugzeugbau (Tragflügel), Schiffbau (Umströmung des Schiffsrumpfes, des Ruders und der Propellerflügel), Automobilbau (cw-Wert), Windkraftanlagen- und Turbinenbau (Turbinenschaufeln).

## Grenzschichttheorie
Die Grenzschichttheorie ist ein Gebiet der Strömungsmechanik, das sich mit Fluidbewegung in der Nähe von Wänden bei sehr kleiner Reibung beschäftigt. Die Grenzschichttheorie wurde von Ludwig Prandtl im Jahr 1904 bei einem Vortrag auf dem Heidelberger Mathematiker-Kongress eingeführt. Prandtl teilte die Strömung in der Umgebung eines Körpers in zwei Gebiete auf:
1. eine Außenströmung, in der die viskosen Reibungsverluste vernachlässigt werden können, und
2. eine dünne Schicht („Grenzschicht“) in der Nähe des Körpers, in der die viskosen Terme aus den Navier-Stokes-Gleichungen (Impulsgleichungen) berücksichtigt werden.

Die Verhältnisse in der Grenzschicht gestatten es, die Navier-Stokes-Gleichungen, die die Strömung von Luft und Wasser wirklichkeitsnah beschreiben, wesentlich zu vereinfachen. Die resultierenden, sogenannten Grenzschichtgleichungen haben parabolischen Charakter. Einflüsse auf die Strömung an einem Punkt {\displaystyle x_{0}}können sich nur stromabwärts ausbreiten, während das Geschwindigkeitsprofil {\displaystyle u\left(x<x_{0},y\right)} stromaufwärts unverändert bleibt. Dies vereinfacht die numerische Behandlung der Grenzschichtgleichungen erheblich, da sie in Längsrichtung fortschreitend gelöst werden können.

## Grenzschicht bei kleinen Reynolds-Zahlen
Für hinreichend kleine Reynolds-Zahlen ist die fluiddynamische Grenzschicht laminar und der Hauptströmung gleichgerichtet. Die in der Grenzschicht vorliegenden besonderen Verhältnisse erlauben den Druckgradienten senkrecht zur Wand zu vernachlässigen: Der Druck ist näherungsweise über die Dicke der Grenzschicht konstant und wird von der Hauptströmung aufgeprägt. Des Weiteren kann die Änderung der Geschwindigkeit in wand-paralleler Richtung gegenüber derjenigen senkrecht zur Wand außer Acht gelassen werden. Anwendung dieser Annahmen in den Navier-Stokes-Gleichungen führt auf die oben erwähnten Grenzschichtgleichungen.

### Grenzschichtdicke

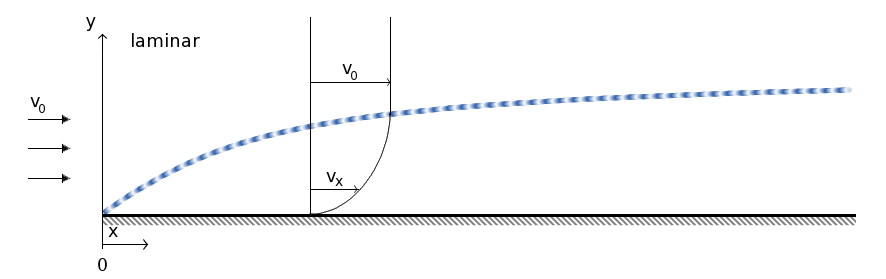
Ausbildung einer laminaren Grenzschicht unter der blauen Linie an einer flachen Oberfläche (untere waagerechte Linie). Re_{x}=v_{0}x/ν ist hier bei jedem x kleiner als Re_{krit}=5·10^{5}.

Betrachtet wird eine in {\displaystyle x}-Richtung überströmte, ebene Platte wie im Bild, wo die {\displaystyle y}-Richtung senkrecht zur Platte ist. Direkt am Körper haften die Fluidelemente am Körper (Haftbedingung: {\displaystyle v_{x}(y=0)=0}) und innerhalb der Grenzschicht gleicht sich ihre Geschwindigkeit an die Geschwindigkeit {\displaystyle v_{0}} der Hauptströmung an. Da die Geschwindigkeit allein aufgrund viskoser Reibung theoretisch nie die Umgebungsgeschwindigkeit der Strömung erreichen kann, wird die Dicke {\displaystyle \delta } dieser „Geschwindigkeitsgrenzschicht“ mit dem Erreichen von 99 % der Umgebungsgeschwindigkeit {\displaystyle v_{0}} definiert:
{\displaystyle \delta \colon \quad v_{x}(y=\delta )=0{,}99\cdot v_{0}}
Bei einer ebenen Platte wie im Bild nimmt die Grenzschichtdicke mit der Wurzel des Abstands zur Plattenvorderkante zu:
{\displaystyle \delta \simeq {\sqrt {\frac {\nu \cdot x}{v_{0}}}}\,.}
Darin ist {\displaystyle \nu } die kinematische Viskosität (Dimension L2 T −1, Einheit m²/s) des Fluids.
Andere Maße für die Dicke der Grenzschicht sind
1. die Verdrängungsdicke δ* oder δ1, die angibt, wie weit die Hauptströmung durch die Grenzschicht von der Körperwand abgedrängt wird, und
2. die Impulsverlustdicke θ oder δ2, die die Verringerung des Impulsstroms in der Grenzschicht aufgrund von Reibung wiedergibt.

### Geschwindigkeitsprofil
Von der Wand bis zum Ende der Grenzschicht ({\displaystyle 0\leq y\leq \delta }) entspricht das Geschwindigkeitsprofil näherungsweise einer quadratischen Funktion:
{\displaystyle v_{x}(y)\approx v_{0}\cdot \left[1-\left(1-{\frac {y}{\delta }}\right)^{2}\right]}
In Strömungsrichtung nimmt die Dicke der fluiddynamischen Grenzschicht zu (blaue Kurve in der Abbildung). In Rohren oder Kanälen können die Grenzschichten von den Rändern her zusammenwachsen, womit die laminare Strömung voll ausgebildet und die Geschwindigkeit eine parabolische Funktion des Abstands von der Wand ist.

### Reynolds-Zahlen
Mit der Grenzschichtdicke wird die in der Grenzschichtströmung wichtige Reynolds-Zahl
{\displaystyle Re_{\delta }:={\frac {v_{0}\delta }{\nu }}}
gebildet. Die Reynolds-Zahl
{\displaystyle Re_{l}:={\frac {v_{0}l}{\nu }}}
nimmt mit der Lauflänge {\displaystyle l} der Strömung entlang der Wand zu und es ergibt sich:
{\displaystyle {\frac {\delta }{l}}\simeq {\frac {1}{l}}{\sqrt {\frac {\nu l}{v_{0}}}}={\frac {1}{\sqrt {Re_{l}}}}\quad {\text{und}}\quad Re_{\delta }\simeq {\frac {v_{0}}{\nu }}{\sqrt {\frac {\nu l}{v_{0}}}}={\sqrt {Re_{l}}}\,.}
Nach einer bestimmten Lauflänge entlang einer Platte wird die Grenzschicht instabil und schlägt in den turbulenten Zustand um, siehe unten. Das geschieht bei der kritischen Reynolds-Zahl
{\displaystyle Re_{\text{krit}}=\left.{\frac {v_{0}l}{\nu }}\right|_{\text{krit}}=5\cdot 10^{5}\,.}
Bei störungsarmer Anströmung kann die Reynolds-Zahl darüber liegen.

### Wandschubspannung
Durch die Viskosität überträgt das Fluid Impuls auf die Wand, was sich durch die Wandschubspannung τw bemerkbar macht. In Newton’schen Fluiden ist diese von der Größenordnung
{\displaystyle \tau _{w}=\eta \left.{\frac {\partial v_{x}}{\partial y}}\right|_{y=0}\simeq \eta {\frac {v_{0}}{\delta }}\simeq \eta {\frac {v_{0}}{\sqrt {\frac {\nu l}{v_{0}}}}}={\sqrt {\frac {\rho \eta v_{0}^{3}}{l}}}}
Der Parameter η=ρ·ν ist die dynamische Viskosität (Dimension M L –1 T −1, Einheit Pa s). Wenn b die Breite und l die Länge einer beidseitig umströmten Platte ist, dann gilt für ihren Schubspannungswiderstand
{\displaystyle W=2bl\tau _{w}\simeq b{\sqrt {\rho \eta v_{0}^{3}l}}\,.}

### Zeitmaß
Fluidelemente, die nicht zu nahe an der Wand entlang strömen, verbleiben in der Nähe der Wand für eine Zeit, die proportional zu {\displaystyle l/v_{0}} ist. Damit gilt:
{\displaystyle \delta \simeq {\sqrt {\frac {\nu l}{v_{0}}}}\simeq {\sqrt {\nu t}}\,.}
Diese Gleichung zeigt, dass die Grenzschichtdicke beim Beginn der Bewegung proportional zur Wurzel aus der Zeit {\displaystyle t} zunimmt.

## Grenzschicht bei großen Reynolds-Zahlen

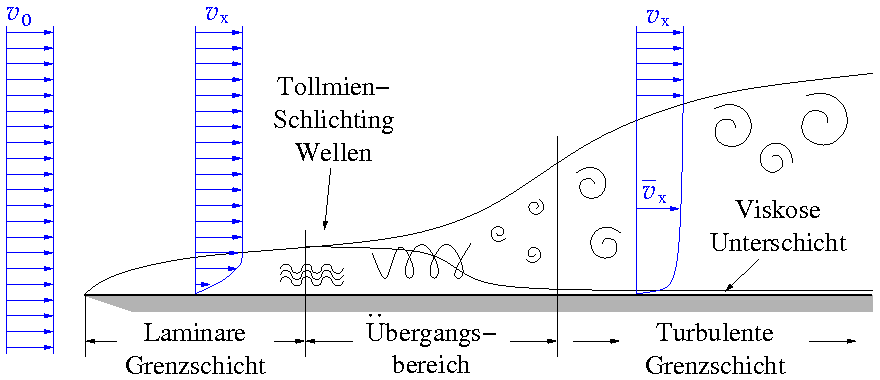
Übergang von laminarer in turbulente Grenzschicht bei einer Plattenströmung

Bei hohen Reynolds-Zahlen ist die Grenzschichtströmung turbulent, d. h. innerhalb der Grenzschicht können sich die Fluidelemente in jede Richtung bewegen. Die Dicke der Grenzschicht ist gegenüber einer laminaren Grenzschicht aufgedickt, bleibt jedoch eng begrenzt, siehe Bild.
Die Hauptströmung sei laminar. Dann wird nach einer bestimmten Lauflänge der Strömung entlang der Wand die Strömung instabil. Es bilden sich die nach ihren Entdeckern benannten Tollmien-Schlichting-Wellen, deren Wellenfront zunächst senkrecht zur Strömungsrichtung aber wand-parallel verläuft. Stromabwärts überlagern sich diese Wellen mit dreidimensionalen Wellen (durch Schraubenlinien angedeutet), wodurch die Wellenfront einen sägezahnförmigen Verlauf annimmt und charakteristische Λ-Wirbel entstehen. Diese Λ-Wirbel zerfallen in Turbulenzflecken (kleine Schneckenlinien), die schließlich zur turbulenten Grenzschicht zusammenwachsen. Die Turbulenz verbessert den Impulsaustausch zwischen den Fluidelementen, weswegen diese in Wandnähe eine höhere mittlere wand-parallele Geschwindigkeit {\displaystyle {\bar {v}}_{x}} besitzen als in der laminaren Grenzschicht.

## Viskose Unterschicht
Jede Wand besitzt – auch unter einer turbulenten Grenzschicht – eine viskose Unterschicht (englisch viscous sublayer), früher auch laminare Unterschicht genannt. Erst wenn die Rauigkeit der Wand diese Unterschicht durchstößt, hat sie einen Einfluss auf die Grenzschicht, den Reibungswiderstand und die Strömung. Wenn die Unterschicht die Rauigkeit hingegen vollständig bedeckt, ist die Wand hydraulisch glatt.
In der viskosen Unterschicht ist die mit der Wandschubspannungsgeschwindigkeit {\displaystyle u_{\tau }} gebildete dimensionslose Koordinate kleiner als eins
{\displaystyle y^{+}:={\frac {u_{\tau }}{\nu }}\cdot y<1}
und die zeitlich gemittelte Geschwindigkeit nimmt in der dünnen Unterschicht etwa linear mit dem Abstand zur Wand zu:
{\displaystyle {\bar {v}}_{x}=u_{\tau }\cdot y^{+}={\frac {\tau _{w}}{\eta }}\cdot y\,.}

## Bautechnik
Die Grenzschicht hat eine wichtige Bedeutung für die Wärmedämmung von Gebäuden. Stein und Glasfenster haben gegenüber Luft eine hohe Wärmeleitfähigkeit. Tatsächlich liegt an den Wänden eine Grenzschicht aus Luft, die mit λ = 5,8 * 10−5 besser isoliert als das Mauerwerk. Bei Sturm kann die Grenzschicht dünner werden.